# Киа-Паха (округ)
Округ Киа-Паха (англ. Keya Paha County) — округ, расположенный в штате Небраска (США) с населением в 824 человека по статистическим данным переписи 2010 года. Столица округа находится в деревне Спрингвью.

## География
По данным Бюро переписи населения США округ Киа-Паха имеет общую площадь в 2005 квадратных километров, из которых 2002 кв. километра занимает земля и 3 кв. километров — вода. Площадь водных ресурсов округа составляет 0,13 % от всей его площади.

### Соседние округа
- Трипп (Южная Дакота) — север
- Грегори (Южная Дакота) — северо-восток
- Бойд (Небраска) — восток
- Холт (Небраска) — юго-восток
- Рок (Небраска) — юг
- Браун (Небраска) — юг
- Черри (Небраска) — запад
- Тодд (Южная Дакота) — северо-запад

## Демография
По данным переписи населения 2000 года в округе Киа-Паха проживало 983 человека, 292 семьи, насчитывалось 409 домашних хозяйств и 548 жилых домов. Средняя плотность населения составляла 0,42 человека на один квадратный километр. Расовый состав округа по данным переписи распределился следующим образом: 99,39 % белых, 0,20 % коренных американцев и 0,41 % смешанных рас. Испано- и латиноамериканцы составили 3,87 % от всех жителей округа.
Из 409 домашних хозяйств в 24,90 % — воспитывали детей в возрасте до 18 лет, 64,30 % представляли собой совместно проживающие супружеские пары, в 4,40 % семей женщины проживали без мужей, 28,60 % не имели семей. 26,20 % от общего числа семей на момент переписи жили самостоятельно, при этом 13,90 % составили одинокие пожилые люди в возрасте 65 лет и старше. Средний размер домашнего хозяйства составил 2,40 человек, а средний размер семьи — 2,91 человек.
Население округа по возрастному диапазону по данным переписи 2000 года распределилось следующим образом: 23,80 % — жители младше 18 лет, 6,70 % — между 18 и 24 годами, 23,40 % — от 25 до 44 лет, 25,40 % — от 45 до 64 лет и 20,70 % — в возрасте 65 лет и старше. Средний возраст жителей округа составил 42 года. На каждые 100 женщин в округе приходилось 101,40 мужчин, при этом на каждых сто женщин 18 лет и старше приходилось 101,90 мужчин также старше 18 лет.
Средний доход на одно домашнее хозяйство в округе составил 24 911 долларов США, а средний доход на одну семью в округе — 28 287 долларов. При этом мужчины имели средний доход в 18 750 долларов США в год против 19 107 долларов США среднегодового дохода у женщин. Доход на душу населения в округе составил 11 860 долларов США в год. 22,40 % от всего числа семей в округе и 26,90 % от всей численности населения находилось на момент переписи населения за чертой бедности, при этом 34,30 % из них были моложе 18 лет и 18,80 % — в возрасте 65 лет и старше.

## Основные автодороги
- US 183
- Автомагистраль 7
- Автомагистраль 12
- Автомагистраль 137

## Населённые пункты

### Деревни и невключённые сообщества
- Бартон
- Миллс
- Спрингвью